# The Wolf Man (film, 1923)
Pour plus de détails, voir Fiche technique et Distribution.
The Wolf Man est un film américain réalisé par Edmund Mortimer, sorti en 1923.

## Synopsis
Gerald Stanley est un gentleman anglais fiancé à Beatrice Joyce. La personnalité de Stanley change chaque fois qu'il boit, et son frère, qui aime aussi Béatrice l'utilise à son avantage. Après la dernière panne de courant de Stanley, son frère l'informe que Stanley a tué le frère de Béatrice. Stanley, horrifié, fuit l'Angleterre et s'installe à Québec. Une fois sobre, Stanley reste à l'écart de l'alcool jusqu'à ce qu'il apprenne que Béatrice a épousé son frère. La nouvelle l'envoie dans une beuverie et une fois de plus, il devient bestial.
Dans un saloon, il se bat et kidnappe Elizabeth Gordon, une jeune fille respectable qui s'est éloignée de son père lors d'un voyage dans les bois. Il l'emmène dans sa cabane, où il essaie de s'imposer à elle. Ses poursuivants se rapprochent alors il saute dans un canot pour une folle descente dans les rapides. Cela le dégrise et, mortifié par ses actions, il s'excuse abondamment auprès d'Elizabeth. Quand elle voit le vrai Stanley, elle tombe amoureuse de lui et plus tard, il apprend que le frère de Béatrice n'a jamais été tué.

## Fiche technique
- Titre : The Wolf Man
- Réalisation : Edmund Mortimer
- Scénario : Fanny Hatton (en) et Frederic Hatton
- Pays d'origine : États-Unis
- Format : Noir et blanc - 1,33:1 - Film muet
- Genre : drame
- Durée : 60 minutes
- Date de sortie :
- États-Unis : 16 décembre 1923

## Distribution
- John Gilbert : Gerald Stanley
- Norma Shearer : Elizabeth Gordon
- Alma Francis (en) : Beatrice Joyce
- George Barraud (en) : Lord Rothstein
- Eugene Pallette : Pierre
- Edgar Norton : Sir Reginald Stackpoole
- Thomas R. Mills : Caulkins
- Charles Wellesley : Sam Gordon